# آئرو کارابین
آئرو کارابین (به انگلیسی: Aero Caribbean) یک شرکت هواپیمایی با کد یاتا 7L است که در تاریخ ۱۹۸۳ میلادی تأسیس شده است. دفتر مرکزی آئرو کارابین در هاوانا، کوبا واقع شده‌است و قطب این شرکت هواپیمایی در فرودگاه بین‌المللی خوزه مارتی قرار دارد و به ۱۷ مقصد، پرواز مستقیم انجام می‌دهد.